# Bangladesh University of Engineering and Technology

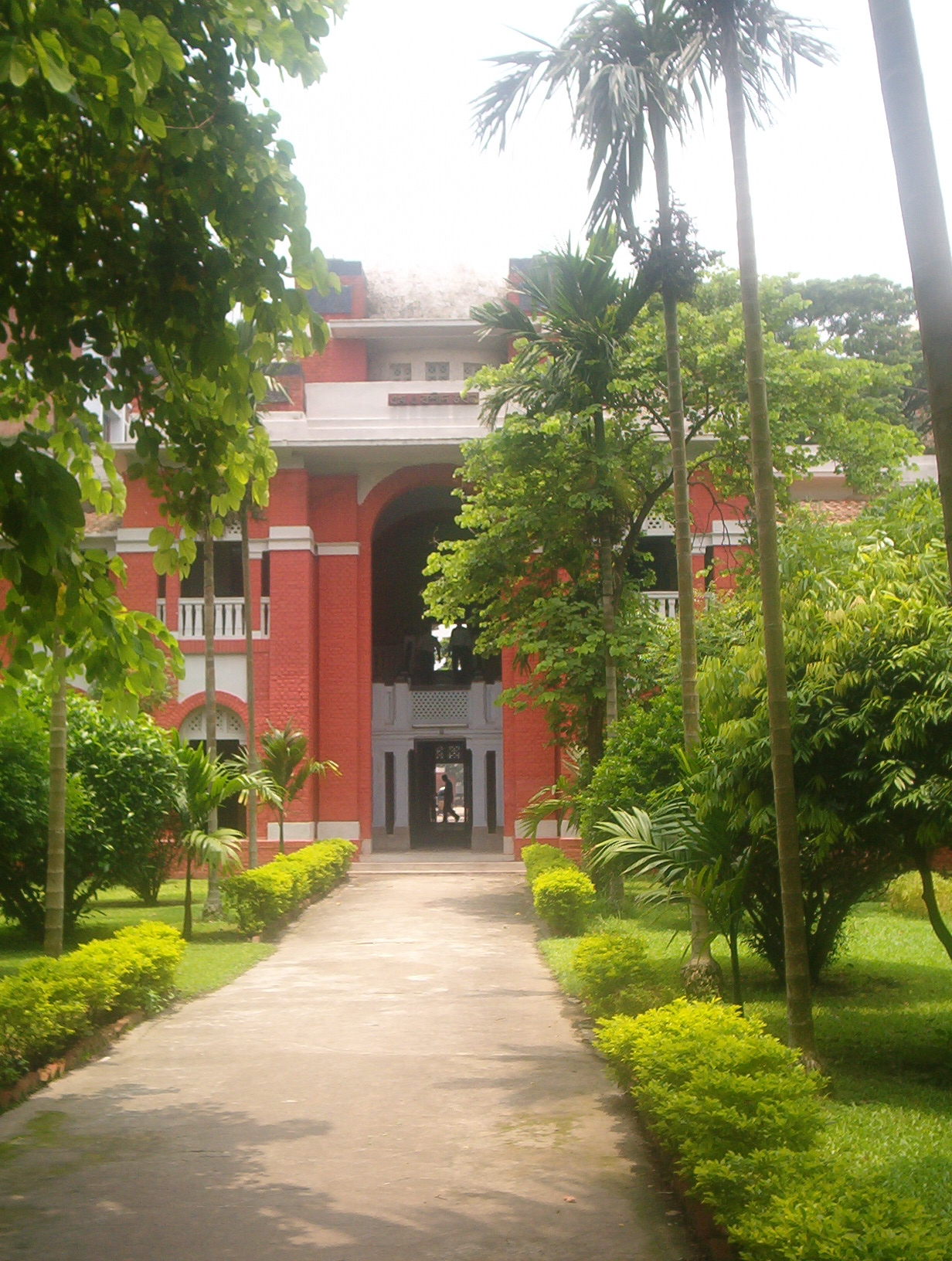
Dr. M. A. Rashid-Gebäude

Die Bangladesh University of Engineering and Technology (auch BUET genannt; Bengalisch: বাংলাদেশ প্রকৌশল বিশ্ববিদ্যালয়, Bāṃlādeś Prakauśal Biśbabidyālaẏ, Bangladesh Prakaushal Bishbabidyalay) ist eine staatliche technische Universität in Dhaka in Bangladesch. Mit etwa 4.000 Studenten ist sie einer der wichtigsten technischen Hochschulen in Bangladesch. 

## Geschichte
Die Ursprünge des BUET gehen auf die 1876 in Nalgola bei Old Dhaka gegründete Vermessungswesenschule zurück, die zunächst Vermessungsingenieure für den Eisenbahnbau ausbildete. Mit Geldern der Nawab Familie entstand aus dieser Schule die Ahsanullah School of Engineering, welche 3-jährige Diplomstudiengänge in technischen Fächern anbot. Nach der Teilung Indiens 1947 wurde die Schule unter Leitung der University of Dhaka zum Ahsanullah Engineering College ausgebaut, welche Bachelorstudiengänge anbot. Im Jahr 1962 wurde die Hochschule abermals umbenannt in East Pakistan University of Engineering and Technology (EPUET). Seit dieser Zeit werden enge Kontakte mit der Texas A&M University gepflegt. Nach der Unabhängigkeit von Bangladesch 1971 erhielt die Universität ihren heutigen Namen, Bangladesh University of Engineering and Technology (BUET).

## Fakultäten
- Architektur und Planung
- Elektroingenieurwesen und Elektronik
- Ingenieurwissenschaften
- Maschinenbau
- Vermessungswesen

## Persönlichkeiten
- Fazlur Rahman Khan (1929–1982), Baumeister des John Hancock Center und des Sears Tower in Chicago